# Koeb-Thompson Motor Company
Koeb-Thompson Motor Company war ein US-amerikanischer Hersteller von Automobilen.

## Unternehmensgeschichte
Emil Koeb und Ralph P. Thompson hatten bereits ab 1902 mit Automobilen experimentiert. 1910 entstand in Zusammenarbeit mit der American Foundry Company ein Personenkraftwagen, der getestet und für gut befunden wurde. Anschließend wurde das Unternehmen mit finanzieller Hilfe der American Foundry Company und weiteren Geschäftsleuten aus Leipsic in Ohio in dieser Stadt gegründet. Die Produktion von Automobilen begann, endete jedoch noch im gleichen Jahr. Der Markenname lautete Koeb-Thompson. Insgesamt entstanden nur wenige Fahrzeuge.
Für 1916 ist noch eine Koeb-Thompson Lever Spring Company überliefert.

## Fahrzeuge
Im Angebot stand nur ein Modell. Es hatte einen Vierzylinder-Zweitaktmotor. Der Aufbau war ein Tourenwagen mit fünf Sitzen. Die Besonderheit war die selbst entwickelte Hinterradaufhängung.